# 亨利·布萊恩特

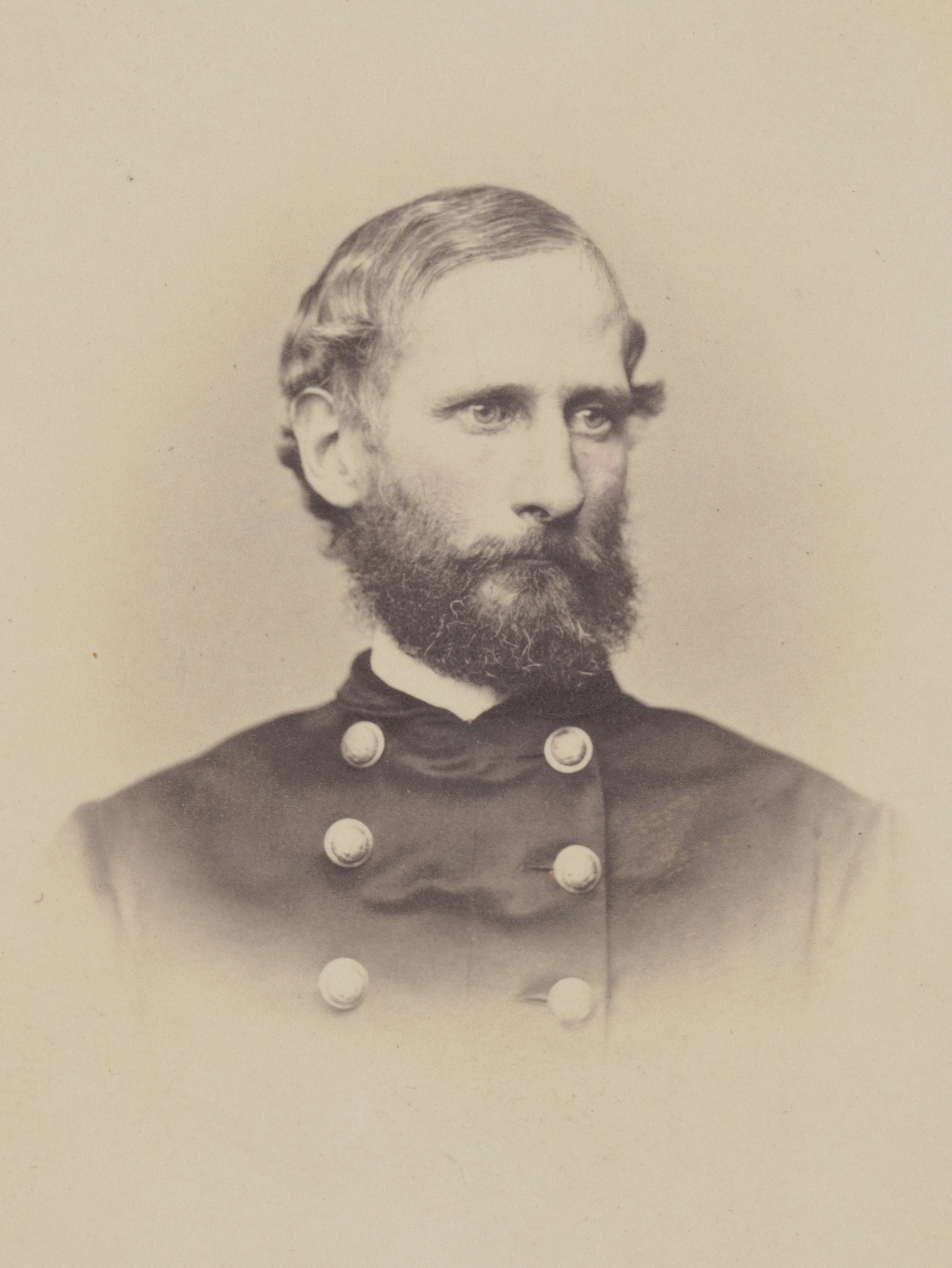
亨利·布萊恩特

亨利·布萊恩特（英語：Henry Bryant，1820年5月12日—1867年2月2日）是一位美國醫師和博物學家，他是亨利·布萊恩特·比奇洛的祖父。

## 生平
布萊恩特生於馬薩諸塞州波士頓，1843年畢業於哈佛醫學院。1847年，他因健康問題棄醫轉向研究自然歷史，尤其是鳥類學。
他是大地懶俱樂部成員，當時這一俱樂部是剛於1860年代成立的史密森學會內的一個組織。
他收集的鳥類標本來自佛羅里達、北卡羅來納、安大略湖、拉布拉多和一些加勒比海國家諸如巴哈馬、古巴、牙買加、波多黎各。
布萊恩特在南北戰爭中作為馬薩諸塞州第20團的外科醫生出戰，並在第二次馬納沙斯之役中負傷。在戰爭結束前他再次因為健康問題放棄了他的工作，并移居歐洲。他買下了弗雷德里克·德·拉弗雷奈在法國收藏的鳥類標本並贈與波士顿自然史学会，布萊恩特在波多黎各逝世。